# Ange Édouard Poungui
Ange Édouard Poungui (ur. 1942 w Regionie Bouenza) – kongijski polityk, minister finansów w latach 1971–1973, premier Konga w latach 1984–1989. Od 2017 roku jest senatorem wybranym z list UPADS.

## Życiorys
W grudniu 1969 roku Poungui wszedł w skład Biura Politycznego, powołanej do życia Kongijskiej Partii Pracy (PCT, Parti congolais du Travail) i objął w jej strukturach funkcję przewodniczącego Komitetu ds. Gospodarczych, Finansowych i Społecznych. Od grudnia 1971 do sierpnia 1973 zajmował stanowisko ministra finansów. Od 7 sierpnia 1984 do 7 sierpnia 1989 pełnił funkcję premiera Konga w czasie prezydentury Denisa Sassou-Nguesso.
Po upadku rządów jednopartyjnych w Kongu w 1990, Poungui opuścił szeregi Kongijskiej Partii Pracy i został liderem nowego ugrupowania, Unii na rzecz Rozwoju Socjalnego i Demokracji (UPSD). W późniejszym czasie Poungui wstąpił do opozycyjnej Panafrykańskiego Związku na rzecz Demokracji Społecznej (UPADS, Union Panafricaine pour la Démocratie Sociale). W grudniu 2006 został wybrany jednym z jej 25 wiceprzewodniczących.
30 listopada 2008 Ange Edouard Poungui został wybrany kandydatem UPADS w wyborach prezydenckich w Kongu w 2009. Jego główny rywal wycofał swą kandydaturę i Poungui jako jedyny kandydat zdobył 85% głosów delegatów.
19 czerwca 2009 Sąd Konstytucyjny zakazał Poungui i innym trzem opozycyjnym kandydatom udziału w wyborach prezydenckich z powodu niespełnienia wymogów konstytucyjnych. Pongui został odsunięty od udziału w wyborach z powodu niezamieszkiwania przez okres co najmniej dwóch lat w kraju, czego wymagała konstytucja.
W wyborach parlamentarnych w 2017 roku został z list UPADS w okręgu Bouenza wybrany senatorem.